# Doolittle (Texas)
Doolittle es un lugar designado por el censo ubicado en el condado de Hidalgo en el estado estadounidense de Texas. En el Censo de 2010 tenía una población de 2.769 habitantes y una densidad poblacional de 249,68 personas por km².

## Geografía
Doolittle se encuentra ubicado en las coordenadas 26°21′35″N 98°7′0″O / 26.35972, -98.11667. Según la Oficina del Censo de los Estados Unidos, Doolittle tiene una superficie total de 11.09 km², de la cual 11.09 km² corresponden a tierra firme y (0%) 0 km² es agua.

## Demografía
Según el censo de 2010, había 2.769 personas residiendo en Doolittle. La densidad de población era de 249,68 hab./km². De los 2.769 habitantes, Doolittle estaba compuesto por el 99.17% blancos, el 0.04% eran afroamericanos, el 0.04% eran amerindios, el 0.11% eran asiáticos, el 0% eran isleños del Pacífico, el 0.65% eran de otras razas y el 0% pertenecían a dos o más razas. Del total de la población el 98.12% eran hispanos o latinos de cualquier raza.

## Educación
El Distrito Escolar Consolidado Independiente de Edinburg (ECISD) gestiona las escuelas públicas que sirven a Doolittle.

Escuelas primarias que sirven a Doolittle son Crawford Elementary School y Monte Cristo Elementary School.
La Harwell Middle School (6-8), y Economedes High School (9-12) sirven a todo de la comunidad.
El Distrito Escolar Independiente South Texas gestiona escuelas magnet que sirven a la comunidad.